# San José de Zaragoza
San José de Zaragoza es una localidad del estado mexicano de Durango. Es parte del municipio de General Simón Bolívar.

## Toponimia
El nombre «San José» hace referencia al santo patrono de la localidad: José de Nazaret. El nombre «Zaragoza» rinde homenaje a Ignacio Zaragoza, general mexicano partícipe de la Segunda intervención francesa en México en favor del bando republicano.

## Demografía
| Gráfica de evolución demográfica |
|                                  |

| Censo | Población |
| ----- | --------- |
| 1910  | 461       |
| 1921  | 143       |
| 1930  | 383       |
| 1940  | 393       |
| 1950  | 501       |
| 1960  | 571       |
| 1970  | 835       |
| 1980  | 1 143     |
| 1990  | 1 142     |
| 2000  | 1 074     |
| 2010  | 1 321     |
| 2020  | 1 362     |